# Sahún
Sahún (aragónul Saúnc vagy Sagún) település Spanyolországban, Huesca tartományban. Sahún Benasque, Castejón de Sos, Sesué, Villanova, Chía és San Juan de Plan községekkel határos. Lakosainak száma 319 fő (2024).

## Népesség
A település népessége az utóbbi években az alábbiak szerint változott:
| Lakosok száma | 278  | 241  | 364  | 368  | 342  | 308  | 305  | 312  | 308  | 319  |
|               | 2001 | 2004 | 2007 | 2009 | 2011 | 2015 | 2017 | 2019 | 2022 | 2024 |